# Festiwal Podróżników Trzy Żywioły
Festiwal Podróżników Trzy Żywioły – to ogólnopolskie spotkania podróżników, prezentacje relacji z wypraw i  filmów podróżniczych – jedna z największych tego typu imprez w Polsce odbywa się dwa razy w roku: w Krakowie od 2004 r. i po przeniesieniu z Twierdzy Srebrnogórskiej (gdzie odbywał się od  2008 r. do 2011 r.) – na Zamku w Bolkowie (jesienna edycja).
W czasie edycji wiosennej i jesiennej głosami publiczności przyznawane są nagrody „Czwarty Żywioł” – dla autora najlepszego pokazu oraz autora najlepszego filmu.

## O Festiwalu
Pomysłodawcami festiwalu są podróżnicy Marek Tomalik i Piotr Trybalski, założyciele Klubu Podróżników Trzy Żywioły, którzy od 2004 organizują imprezę wraz z Nowohuckim Centrum Kultury w Krakowie, portalem internetowym Onet.pl, Fortecznym Parkiem Kulturowym i Agencją PR&Marketingu Interaktywnego Travelbrain.pl. Impreza składa się z dwóch edycji: wiosennej i jesiennej.
Festiwal zdobył uznanie i renomę dzięki starannie dobieranym pokazom relacji z podróży i filmom, selekcjonowanym z najlepszych festiwali filmów dokumentalnych na świecie.

## Edycja wiosenna
Wiosenna edycja festiwalu odbywa się każdego roku w weekend w połowie marca, od piątku do niedzieli. Pierwszy dzień to „Festiwal Filmów Świata Trzy Żywioły”, w czasie którego prezentowanych jest ponad 10 godzin filmów o podróżach i podróżnikach, ginących kulturach i wpływie człowieka na otaczający świat.
Sobota i niedziela to spotkania z podróżnikami, pokazy slajdów i prelekcje z wypraw po lądzie, w powietrzu i na morzu, a także wernisaże wystaw zdjęć oraz warsztaty podróżnicze w ramach Akademii Podróżowania Trzy Żywioły.

## Edycja jesienna
Jesienna edycja festiwalu odbywa się we wrześniu na zamku w Bolkowie i ma charakter ogólnopolskiego zlotu podróżników. Impreza trwa trzy dni, w czasie których pokazywane są relacje z podróży i filmy oraz realizowane są warsztaty podróżnicze w ramach Akademii Podróżowania Trzy Żywioły.

## Festiwal filmowy
Od roku 2011 organizowany jest Festiwal Filmów Świata Trzy Żywioły – samodzielna impreza, składająca się wyłącznie z repertuaru filmowego. Pierwsza edycja Festiwalu odbyła się w dniach 25-27 listopada we Wrocławiu, w kinie Lwów. W roku 2012 odbyły się edycje w Warszawie i Wrocławiu.

## Akademia Podróżowania Trzy Żywioły
W ramach Festiwalu odbywają się zajęcia warsztatowe Akademii Podróżowania Trzy Żywioły, w ramach których podróżnicy przekazują wiedzę dotyczącą m.in. sposobów na tanie podróżowanie, przygotowanie wypraw górskich, ekspedycyjnych, globtroterskich, a także fotografowania w podróży i pisania relacji z podróży.

## Laureaci nagrody publiczności „Czwarty Żywioł”
Kategoria: Najlepszy pokaz z podróży
| Rok  | Autor i tytuł pokazu | Edycja Festiwalu                     |
| ---- | --- | ------------------------------------ |
| 2012 | Bożen i Staszek Kotlarczykowie – Oczy Etiopii                                                                             | 9. Festiwal, edycja w Bolkowie       |
| 2012 | Jacek Hugo-Bader – Dzienniki Kołymskie                                                                                    | 9. Festiwal, edycja w Krakowie       |
| 2011 | Tomasz Grzywaczewski, Bartosz Malinowski i Filip Drożdż – Long Walk Plus Expedition                                       | 8. Festiwal, edycja w Krakowie       |
| 2011 | Arek Ziemba – W chacie na macie                                                                                           | 8. Festiwal, edycja w Srebrnej Górze |
| 2010 | Aleksandra Bednarska – 250 dni na czarnym lądzie ex aequo z Grzegorz Lityński – Sri Lanka – podróż w głąb zranionych serc | 7. Festiwal, edycja w Krakowie       |
| 2010 | Katarzyna Gembalik i Mikołaj Książek – Sybir na trzech kołach i dalej Moskwiczem                                          | 7. Festiwal, edycja w Srebrnej Górze |

Kategoria: Najlepszy film dokumentalny
| Rok  | Reżyser i tytuł filmu                                                          | Edycja Festiwalu                     |
| ---- | ------------------------------------------------------------------------------ | ------------------------------------ |
| 2012 | Ron Fricke – Samsara                                                           | 3. Festiwal, edycja we Wrocławiu     |
| 2012 | Vikram Gandhi – Kumare. Grur dla każdego                                       | 3. Festiwal, edycja w Bolkowie       |
| 2012 | Lucy Walker – Śmietnisko                                                       | 3. Festiwal, edycja w Warszawie      |
| 2012 | Lucy Walker – Śmietnisko                                                       | 3. Festiwal, edycja w Krakowie       |
| 2011 | Michel Orion Scott – Opowieść ojca. Przez mongolskie stepy w poszukiwaniu cudu | 2. Festiwal, edycja w Krakowie       |
| 2011 | Paweł Wysoczański – W drodze                                                   | 2. Festiwal, edycja w Srebrnej Górze |
| 2010 | Yann Arthus-Bertrand – HOME – S.O.S. Ziemia!                                   | 1. Festiwal, edycja w Krakowie       |
| 2010 | Marek Klonowski – Free Tibet Expedition                                        | 1. Festiwal, edycja w Srebrnej Górze |

## Goście i prelegenci Festiwalu
Od momentu powstania festiwal gościł znanych, polskich podróżników, prezentacje z wypraw pokazywali:
- Beata Pawlikowska
- Martyna Wojciechowska
- Ryszard Czajkowski
- Ryszard Badowski
- Anna Czerwińska
- Marek Kamiński
- Zbigniew Borys
- Marcin Obałek
- Michał Witkiewicz
- Andrzej Ciszewski
- Zdzisław Jan Ryn
- Andrzej Piętowski
- Jarosław Kret
- Michał Kochańczyk
- Dariusz Sepioło
- Ryszard Pawłowski
- Katarzyna Mazurkiewicz
- Andrzej Mazurkiewicz
- Marek Kalmus
- Marek Tomalik
- Piotr Trybalski
- Elżbieta Dzikowska
- Aleksandra Bednarska
- Janusz Kasza
- Jacek Hugo-Bader
- Wojciech Jagielski

## Inne wydarzenia związane z Festiwalem
W 2011 roku odbyła się jednorazowo specjalna edycja imprezy w Schronisku górskim „Głodówka” w Bukowinie Tatrzańskiej